# Frank Deloffer
Frank Deloffer is een Belgisch advocaat en voormalig politicus voor de CD&V.

## Levensloop
Na zijn secundair onderwijs aan het Sint-Jozefslyceum te Knokke studeerde hij rechten aan de Katholieke Universiteit Leuven alwaar hij in 1989 afstudeerde.
Van 2000 tot 2011 was hij schepen te Alken, o.a. van ruimtelijke ordening, lokale economie en onderwijs. In 2012 werd hij burgemeester van deze gemeente. Na onenigheid binnen zijn partij verliet hij in 2018 de politiek.
Patrick Hoogmartens, bisschop van Hasselt, benoemde hem in 2020 tot zijn bisschoppelijk afgevaardigde voor de diaconie en caritas.